# Adrian (Sergakis)
Adrian, imię świeckie Nikolaos Sergakis (ur. 16 lipca 1952) – duchowny prawosławny w jurysdykcji Patriarchatu Konstantynopolitańskiego, od 2015 biskup Halikarnasu, wikariusz patriarchy Konstantynopola.

## Życiorys
Święcenia diakonatu przyjął w 1994, a prezbiteratu – w 1997 r. Chirotonię biskupią otrzymał 26 lipca 2015.